# Kreckelberg, Karlsberg (Galgenberg) mit Weinberg und Breitsee
Das Gebiet Kreckelberg, Karlsberg (Galgenberg) mit Weinberg und Breitsee ist ein vom Landratsamt Schwäbisch Hall am 4. August 1986 durch Verordnung  ausgewiesenes Landschaftsschutzgebiet auf dem Gebiet der Stadt Crailsheim.

## Lage und Beschreibung
Das Schutzgebiet liegt am nordöstlichen Stadtrand der Stadt Crailsheim. Es erstreckt sich zwischen der Blaufelder Straße und der Schöneburgstraße und umfasst im Wesentlichen die namensgebenden Erhebungen Karlsberg und Kreckelberg.
Naturräumlich gehört das Gebiet überwiegend zur Haupteinheit Hohenloher-Haller Ebene in der Großlandschaft Neckar- und Tauber-Gäuplatten, mit der Untereinheit Crailsheimer Bucht.
Die Südhänge im Gebiet ist von Streuobstwiesen und magerem, artenreichen Grünland geprägt. Auf dem Kreckelberg befindet sich eine Verebnung, die ackerbaulich genutzt wird. Die Nordhänge sind teilweise bewaldet, teilweise von offenen Weiden mit Feldgehölzen bestimmt. Im Zentrum des Gebiets befindet sich die sogenannte „Villa“ mit dem angeschlossenen Vogel- und Tierpark. Im Westen befindet sich der Jüdische Friedhof sowie das Naturdenkmal Karlseiche auf dem Karlsberg. Im Osten grenzt das Gebiet an das Naturschutzgebiet Crailsheimer Eichwald.

## Schutzzweck
Wesentlicher Schutzzweck ist laut Schutzgebietsverordnung „die Gewährleistung der Leistungsfähigkeit eines ausgewogenen Naturhaushaltes, der Erhalt der Vielfalt, Eigenart und Schönheit der Natur und Landschaft [sowie] der Erhalt des besonderen und unersetzbaren Erholungswertes für die Allgemeinheit.“

## Geschichte
Kreckelsberg und Karlsberg standen bereits seit 1951 unter Landschaftsschutz. Die entsprechende Verordnung des Landratsamtes Crailsheim wurde jedoch mit der Neuverordnung im Jahre 1986 aufgehoben.